# ボードマン・ロビンソン
ボードマン・ロビンソン（Boardman "Mike" Michael Robinson、1867年9月6日 - 1952年9月5日）は、カナダ生まれのイラストレーターである。アメリカで活動し、1910年代の反戦的なアメリカの雑誌、『マッシズ』の挿絵を描いたことなどで知られている。、

## 略歴
カナダのノバスコシア州に生まれた。カナダやイギリスで子供時代を過ごした後、1890年代初めにボストンの美術学校（後のマサチューセッツ芸術大学）で美術を学び、その後パリに渡り、アカデミー・コラロッシなどで学んだ。パリでオノレ・ドーミエ（1808-1879）やジャン＝ルイ・フォラン（1852-1931）、テオフィル・アレクサンドル・スタンラン（1859-1923）といったイラストレーターの政治風刺の作品から影響を受けたとされる。
1903年に結婚した後、パリでしばらく雑誌『ヴォーグ』の編集者として働いた後、1904年にアメリカに戻り、新聞『New York Morning Telegraph』のイラストレーターなどとして働き、『Pearson's Magazine』や『Scribner's Magazine』、『Harper's Weekly』といった雑誌のイラストも描いた。
1910年から4年間、『ニューヨーク・トリビューン』のスタッフを務めたが、第一次世界大戦が始まると反軍国主義的な思想から経営者と対立し出版社を退職した。
1915年に月刊誌『Metropolitan Magazine』の後援を受けて、ジャーナリストのジョン・リードと東欧を旅し、ロシアやセルビア、マケドニア、ギリシャでの戦争の影響を取材した。1916年にリードが出版した『The War in Eastern Europe』の挿絵を描いた。
ヨーロッパから戻ると、マックス・イーストマン（Max Eastman: 1883–1969)らが編集する政治的な雑誌. 『マッシズ（Masses)』(1911年創刊-1917年出版禁止)やマックス・イーストマンがその後創刊したいくつかの雑誌で編集者とっして働いた。またドストエフスキーの『カラマーゾフの兄弟』などの書籍の挿絵も描いた。
1919年から1930年の間、アート・スチューデンツ・リーグ・オブ・ニューヨークで教え、1936年からはコロラドスプリングスの美術センターで働いた。
1952年にコネチカット州のスタンフォードで亡くなった。

## 作品

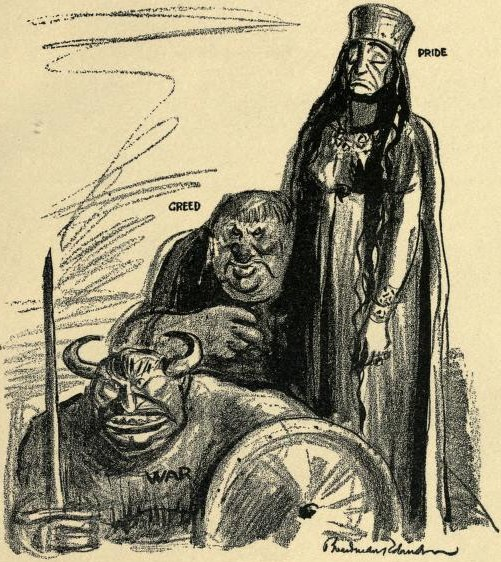
反戦戯画 （c.1915)
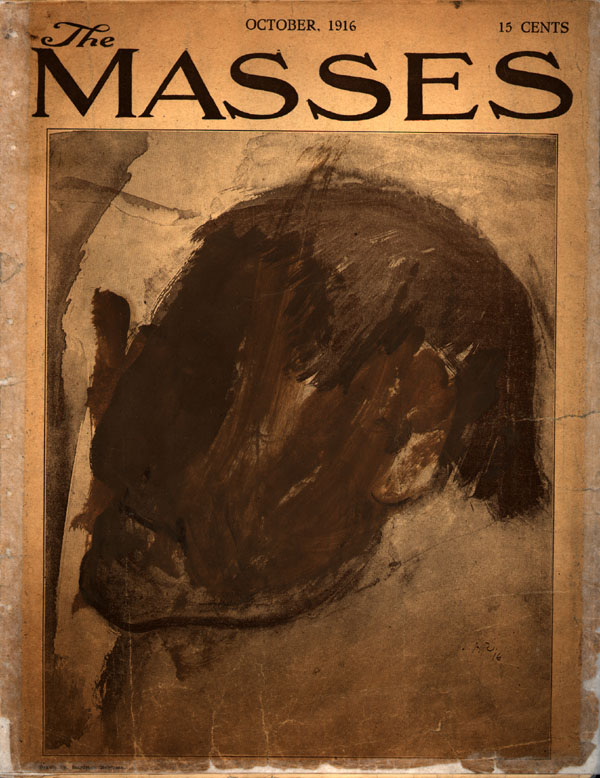
『マッシズ』の表紙絵 (1916)
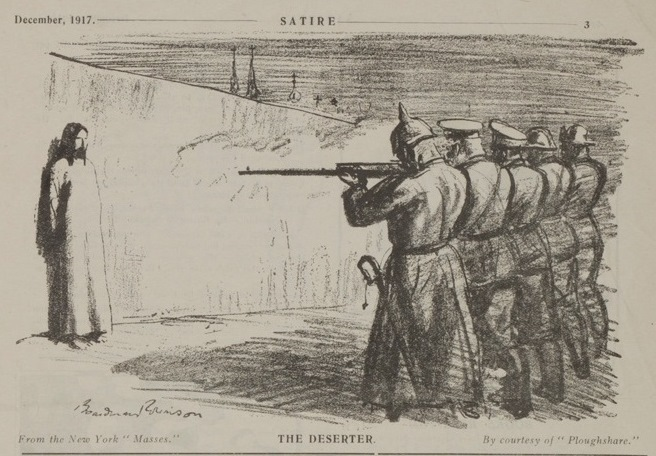
『マッシズ』の反戦を題材にした挿絵 (1616)
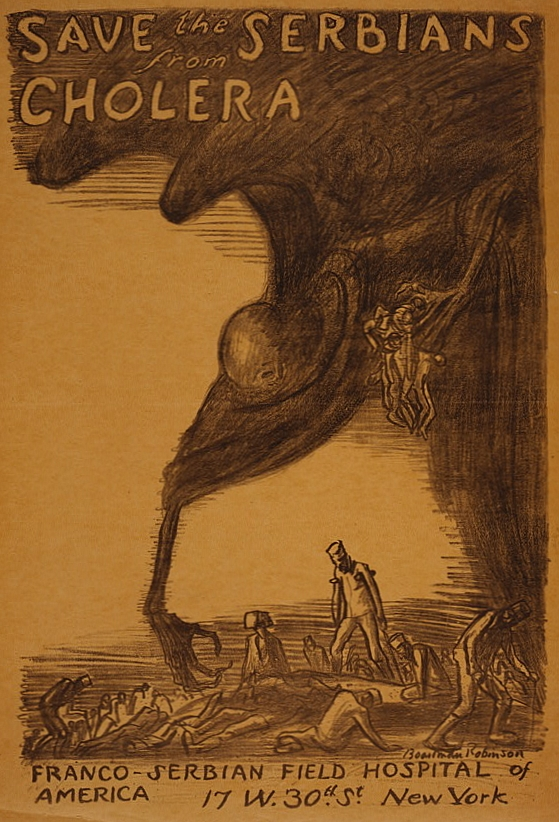
セルビアの子供救済のためのポスター(1918)